# 弗朗西斯·赫伯特·布拉德雷
弗朗西斯·赫伯特·布拉德雷 （Francis Herbert Bradley，1846年1月30日—1924年9月18日）是英国唯心主义哲学家以及新黑格尔主义代表人物。19歲時弗朗西斯·赫伯特·布拉德雷前往牛津大學學習。1870年，他被选为牛津大学默顿学院的研究员。1876年成為牛津大学默顿学院的校董。他最重要的作品是現象與實在（1893）。1924年6月獲頒功績勛章。弗朗西斯·赫伯特·布拉德雷終生未婚。